# Nikolai V. Ivanov
Nikolai V. Ivanov, russisch Николай В. Иванов, (* 10. Oktober 1954) ist ein russisch-US-amerikanischer Mathematiker, der Professor an der Michigan State University ist.
Iwanow wurde 1980 bei Wladimir Abramowitsch Rochlin am Steklow-Institut in Leningrad promoviert.
Er befasst sich mit Topologie und Differentialgeometrie, speziell mit Abbildungsklassengruppen von kompakten orientierbaren Flächen S (modulare Teichmüller-Gruppen), das heißt Isotopie-Klassen von Diffeomorphismen von S.
Er ist Fellow der American Mathematical Society.

## Schriften
- Mapping class groups. Handbook of geometric topology, 523–633, North-Holland, Amsterdam, 2002.
- Subgroups of Teichmüller modular groups. Translated from the Russian by E. J. F. Primrose and revised by the author. Translations of Mathematical Monographs, 115. American Mathematical Society, Providence, RI, 1992. ISBN 0-8218-4594-2
- Fifteen problems about the mapping class groups, In: Benson Farb (Hrsg.), Problems on Mapping Class Groups and Related Topics, Proc. Sympos. Pure Math. 74, Amer. Math. Soc., Providence, RI, 2006, S. 71–80.
- mit Benson Farb: The Torelli geometry and its applications, The Mathematical Research Letters, Band 12, 2005, S. 293–301.
- A differential forms perspective on the Lax proof of the change of variables formula, The American Mathematical Monthly, Band 112, 2005, S. 799–806.
- Examples of large centralizers in the Artin braid groups, Geom. Dedicata, Band 105, 2004, S. 231–235.
- A short proof of non Gromov-hyperbolicity of Teichmüller spaces, Ann. Acad. Sci. Fenn. Math., Band 27, 2002, Nr. 1, S. 3–5.
- mit John D. McCarthy: On injective homomorphisms between Teichmüller modular groups I, Inventiones Mathematicae, Band 135, 1999, S. 425–486.
- Automorphisms of complexes of curves and of Teichmuller spaces, International Mathematics Research Notices 14, 1997, S. 651–666.
- On the homology stability for Teichmüller modular groups: closed surfaces and twisted coefficients, Contemporary Mathematics, Band 150, 1993, S. 149–149.
- Complexes of curves and the Teichmüller Modular Group, Russian Mathematical Surveys, Band 47, 1987, Nr. 3, S. 55–107
- Foundations of the theory of bounded cohomology. (Russian. English summary) Studies in topology, V. Zap. Nauchn. Sem. Leningrad. Otdel. Mat. Inst. Steklov. (LOMI) 143 (1985), 69–109, 177–178.